# Андрей Доша
Андрей Доша — румунський поет і прозаїк, перекладач з угорської та англійської мов, редактор часопису «Poesis internaţional».

## Біографія
Народився 1985 року в Брашові. 
Навчався в угорській середній школі, в Трансильванському університеті Брашова вивчав економіку та спеціальність «Культурні інновації», певний час працював у будівництві в місті Зернешть як менеджер з перевірки якості. Починав із написання хайку угорською. Проте їх не приймала редакція видавництва як «дещо декадентні». У 2007 році почав писати вірші румунською.
У 2010-х роках пише для журналів «Poesis International», «Astra» та «Corpul T».
Мешкає у Бухаресті разом з дівчиною Юлією та сином Давидом.

## Творчість
Станом на 2019 рік автор 4 збірок поезії румунською мовою:
- «Коли настане те, що досконале» (рум. «Când va veni ceea ce este desăvârşit») (2011)
- «Румунська книжка», або «Американський досвід» (рум. «Cartea Românească», або «American Experience») (2013)
- «Нада» (рум. «Nada») (2015)
- «Справжній золотий хлопець» (рум. «Adevăratul băiat de aur») (2017)

У 2018 році також вийшов його роман «Гербарій» (рум. «Ierbar»).  
На його стиль письма впливають сучасні засоби комунікації. 
|               | Фейсбук, можливо, — це останній великий роман людства, теми залишаються постійно одні й ті самі, як будь-коли в історії, іншим є спосіб, у який ми пишемо |
| — Андрей Доша | |

В липні 2019 року був гостем фестивалю Місяць авторських читань, який розпочався в Брно. В рамах цього ж фестивалю письменник мав змогу відвідати Львів (8 липня 2019). 

## Нагороди
У 2011 році за першу ж свою збірку отримав Національну поетичну премію імені Міхая Емінеску та премію Юстіна Панти за найкращий дебют. За другу 2014 року отримав нагороду «Молодий поет року» на конкурсі молодих поетів у Бухаресті.